# Kalí (Pella)
Kalí, en grec moderne : Καλή, est un village du dème de Skýdra en Macédoine-Centrale, Grèce.
Selon le recensement de 2011, la population du village compte 1 378 habitants.